# جولین ماری روتینسولو
جولین ماری چولوک-روتینسولو (به انگلیسی: Jolene Marie) (زاده ۱۵ مه ۱۹۹۶) بازیگر، مدل و ملکه زیبایی اندونزیی-آمریکایی است.